# Cartel Land
Cartel Land ist ein US-amerikanischer Dokumentarfilm von Matthew Heineman, der den Drogenkrieg in Mexiko behandelt. Gezeigt werden Akte der Selbstjustiz zweier Bürgerwehren, eine auf US-amerikanischer, eine auf mexikanischer Seite. Der Film wurde bei der Oscarverleihung 2016 als bester Dokumentarfilm nominiert und darüber hinaus mit mehr als zehn Filmpreisen geehrt und für weitere rund 30 Auszeichnungen nominiert.

## Handlung
Im Drogenkrieg in Mexiko sind neben direkt staatlichen Institutionen der Vereinigten Staaten und Mexikos auch Zivilisten involviert. Gegenübergestellt werden die Bürgerwehren „Autodefensas“, die in Michoacán, Mexiko gegen das Los Caballeros Templarios kämpfen – der Film zeigt beispielsweise einen Schusswechsel mit zwei Angehörigen des Kartells – und die paramilitärische Gruppe „Arizona Border Recon“, die im Altar Valley (dem sogenannten „Cocain Valley“, englisch: Kokain-Pfad an der Grenze zwischen den Vereinigten Staaten und Mexiko) die mafiösen Aktivitäten auf Seite der Vereinigten Staaten zu unterbinden versuchen.
Beide Gruppen werden auch mittels eines Porträts ihrer Leitfiguren dargestellt, der Arzt Jose Manuel Mireles (1958–2020) steht im Zentrum der Autodefensas, die in ihren Methoden oft dem eigentlichen Feind, dem Kartell, ähnelt und der Veteran Tim Foley, der die nativistische und als extremistisch eingestufte Gruppe leitet.
Die Autodefensas sehen sich durch ihre Tätigkeiten auch mit der Polizei konfrontiert und stimmen letztlich für eine Reformation ihrer Organisation, um ihr Handeln zu legitimieren. Durch die Gründung des „Rural Defense Corps“, das materiell staatlich unterstützt wird und gesetzeskonform handelt, sollen die Autodefensas aufgelöst werden, allerdings ist Jose Mireles ein Gegner dieses Kompromisses. Er schließt sich der neuen Gruppe nicht an und agiert weiter autonom, später wird er verhaftet.

## Produktion

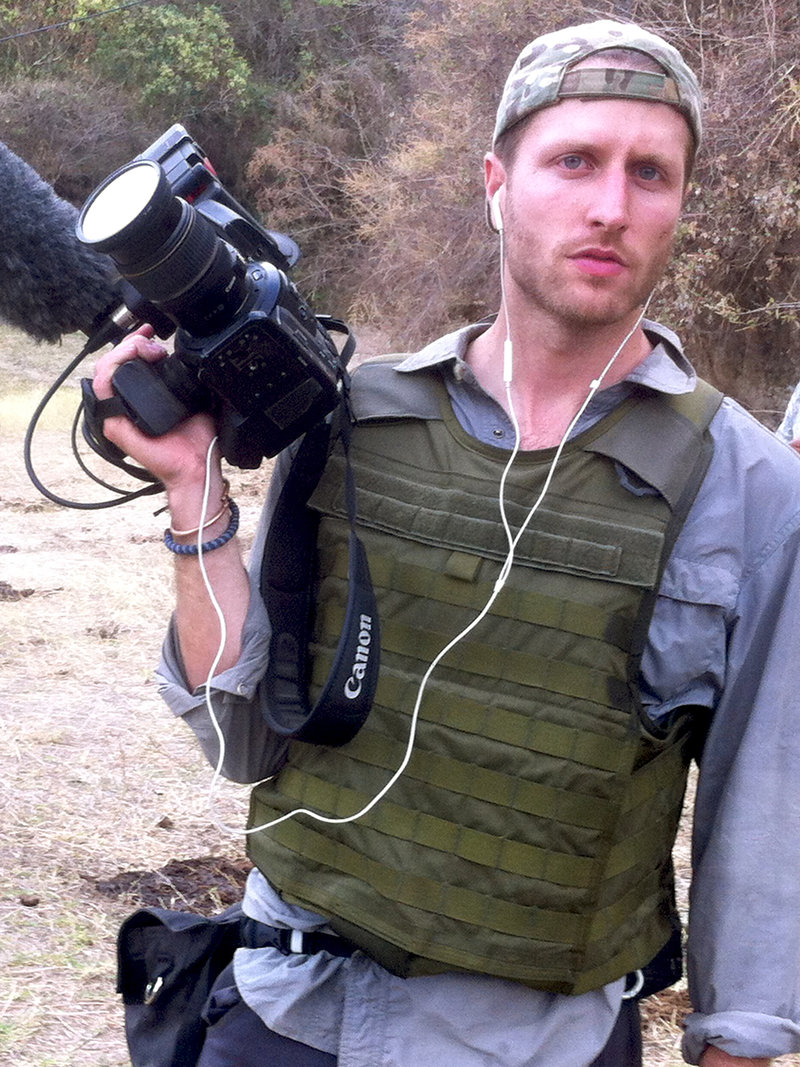
Matthew Heineman während der Dreharbeiten

Die Dreharbeiten begannen im Juni 2013 und dauerten etwa ein Jahr, für die Aufnahmen in Mexiko war Heinemann selbst als Kameramann tätig, um seine Filmcrew möglichst klein zu halten und nicht auf Grund der Anzahl der Beteiligten unflexibel zu sein.
Auf José Manuel Mireles wurde Heineman durch den Hinweis seines Vaters auf einen Zeitungsartikel aufmerksam.

„I wanted to know what happens when government institutions fail and citizens feel like they have to take the law into their own hands.“

„Ich wollte herausfinden, was passiert, wenn Regierungsinstitutionen versagen und Bürger das Gefühl haben, es sei notwendig, das Gesetz in eigene Hände zu nehmen.“

## Kritik
Süddeutsche.de schrieb, Heinemann sei dem Albtraum des mexikanischen Drogenkrieges näher gekommen als je ein Filmemacher zuvor: „Seine Aufnahmen gestatten völlig neue Einblicke in die Strukturen dieses Krieges.“

## Auszeichnungen
Insgesamt wurde Cartel Land mit 11 Filmpreisen ausgezeichnet und war für 31 weitere Preise nominiert (Stand Februar 2016).
Gewonnen (Auswahl)
- 2015:
  - „Honorable Mention“ des Ashland Independent Film Festivals
  - „Courage Under Fire Award“ der International Documentary Association
  - „Directing Award“ & „Cinematography Award“ des Sundance Film Festivals

- 2016:
  - „Cinema Eye Honors Awards“ der Cinema Eye Honors

Nominiert (Auswahl)
- 2015:
  - Bester Dokumentarfilm der Oscarverleihung 2016
  - „Publikumspreis“ des Champs-Élysées Film Festivals
  - „CFCA Award“ der Chicago Film Critics Association
  - „Political Film Award“ des Hamburg Film Festivals
  - „Grand Jury Prize“ des Sundance Film Festivals
  - „Bester Dokumentarfilm“ der Satellite Awards 2015